# Close Encounters of the Third Kind
Close Encounters of the Third Kind (algumas vezes abreviado como CE3K ou simplesmente Close Encounters, em Portugal pelo nome de Encontros Imediatos do Terceiro Grau e no Brasil Contatos Imediatos do Terceiro Grau) é um filme estadunidense de 1977 escrito e dirigido por Steven Spielberg, e estrelado por Richard Dreyfuss, François Truffaut, Melinda Dillon, Teri Garr, Bob Balaban e Gary Guffey. O filme conta a história de Roy Neary, um eletricista da Indiana, cuja vida muda depois dele ter um encontro com um objeto voador não identificado (OVNI). O governo dos Estados Unidos e uma equipe de cientistas internacionais também sabem da presença dos OVNIs.
Close Encounters foi um projeto que Spielberg queria realizar há muito tempo. No final de 1973, ele desenvolveu um acordo com a Columbia Pictures para um filme de ficção científica. Apesar de Spielberg receber crédito único pelo roteiro, ele foi auxiliado por Paul Schrader, John Hill, David Giler, Hal Barwood, Matthew Robbins e Jerry Belson, que contribuíram com o roteiro em vários níveis. O título é tirado da classificação de contatos imediatos com alienígenas criada pelo ufologista J. Allen Hynek, em que o terceiro grau indica observações humanas de verdadeiros alienígenas ou "seres animados".
As filmagens começaram em maio de 1976. Douglas Trumbull foi o supervisor de efeitos visuais, enquanto Carlos Rambaldi criou os alienígenas. Close Encounters foi lançado em novembro de 1977 sendo um sucesso de crítica e bilheteria. O filme foi relançado em 1980 como Close Encounters of the Third Kind: The Special Edition, que possuía cenas adicionais. Um terceiro corte do filme foi lançado em 1998. Ele recebeu vários prêmios e indicações no Oscar, BAFTA, Golden Globe Awards e Saturn Awards. Em dezembro de 2007, Close Encounters foi selecionado para preservação no National Film Registry da Biblioteca do Congresso norte-americano como sendo "culturalmente, historicamente ou esteticamente significante".

## História
No Deserto de Sonora, o cientista francês, Convidado Principal da Conferência Montsoreau, Claude Lacombe (François Truffaut) e seu intérprete americano David Laughlin (Bob Balaban), junto a alguns pesquisadores científicos do governo, descobre um esquadrão de aviões da Segunda Guerra Mundial. Os aviões estão intactos e em perfeitas condições operacionais, mas não há sinal de pilotos. Mais tarde, no Controle de Tráfego Aéreo de Indianapolis, um controlador escuta duas aeronaves quase colidirem em pleno ar com um OVNI. À noite em Muncie, Indiana, um garoto de três anos de idade chamado Barry Guiler (Cary Guffey) é acordado pelos seus brinquedos, que passam a funcionar sozinhos. Fascinado, ele sai da cama e corre para fora de casa, forçando sua mãe Gillian (Melinda Dillion) a correr atrás dele.
Enquanto isso, durante um blecaute próximo dali, o eletricista Roy Neary (Richard Dreyfuss) sofre um contato imediato de terceiro grau numa rua escura e vazia, e logo depois testemunha uma perseguição policial a OVNIs. Roy se torna fascinado por OVNIs, para o aborrecimento de sua esposa Ronnie (Teri Garr). Ele também fica obcecado com a imagem de uma montanha que surge em sua mente e passa a fazer modelos dela. Gillian também fica obcecada com a mesma montanha. Mais tarde, ela é aterrorizada por um OVNI que brinca com objetos da sua casa e abduz seu filho, apesar das suas tentativas de proteger o filho e a casa. Enquanto isso, o comportamento crescentemente anormal de Roy faz com que Ronnie e seus três filhos saiam de casa. Roy assiste na televisão uma notícia sobre um acidente de trem próximo ao Monumento Nacional da Torre do Diabo em Wyoming e reconhece a montanha que o atormentava. Gillian também assiste à notícia e ambos viajam em direção ao local, junto a vários outros que tiveram a mesma experiência.
No resto do mundo, as atividades alienígenas aumentam. Claude e David investigam ocorrências junto com outros especialistas das Nações Unidas. Testemunhas relatam que os OVNIs produzem uma melodia de cinco notas em uma escala maior. Cientistas transmitem a melodia para o espaço mas a resposta vem na forma de uma série de números repetidos que, segundo David, são coordenadas geográficas que apontam à Torre do Diabo. O Exército dos Estados Unidos evacua a área, falsamente afirmando que o acidente de trem derramou gás tóxico, e assim preparando uma área de pouso para os OVNIs e seus ocupantes.
Vários civis são impedidos de entrar na área, mas Roy e Gillian conseguem passar pela barreira assim que dúzias de OVNIs surgem no céu. Os especialistas do governo tentam se comunicar com os OVNIs com luzes e sons. Então, uma imensa nave-mãe pousa e libera várias pessoas que haviam sido abduzidas com o passar dos anos, incluindo Barry. A comunicação continua na forma de sons e luzes, e os oficiais do governo decidem incluir Roy num grupo de pessoas selecionadas para adentrar a espaçonave. Quando Roy entra na nave, um alien se aproxima dos humanos. Lacombe utiliza sinais manuais de solfejo para representar a frase musical alienígena. O alien responde com os mesmos gestos, sorri, e retorna à nave, que decola em direção ao céu.

## Elenco principal
- Richard Dreyfuss como Roy Neary
- François Truffaut como Claude Lacombe
- Teri Garr como Ronnie Neary
- Melinda Dillon como Jillian Guiler
- Bob Balaban como David Laughlin
- Cary Guffey como Barry Guiler
- Lance Henriksen como Robert

## Recepção
No site agregador de críticas Rotten Tomatoes, 95% das 44 resenhas dos críticos são positivas.

## Principais prêmios e indicações
Oscar 1978 (EUA)
- Venceu na categoria de melhor fotografia e recebeu um Oscar especial, pela edição dos efeitos sonoros do filme.[8]
- Foi também indicado nas categorias de melhor diretor, melhor atriz (Melinda Dillon), melhor direção de arte, melhor edição, melhores efeitos especiais, melhor som e melhor trilha sonora.[8]

Globo de Ouro 1978 (EUA)
- Indicado nas categorias de melhor filme - drama, melhor diretor, melhor roteiro e melhor trilha sonora.

BAFTA 1979 (Reino Unido)
- Venceu na categoria de melhor direção de arte.[9]
- Foi tambpem indicado nas categorias de melhor filme, melhor diretor, melhor ator coadjuvante (François Truffaut), melhor fotografia, melhor trilha sonora, melhor roteiro, melhor edição e melhor som.[9]

Grammy 1979 (EUA)
- Venceu na categoria de melhor trilha sonora composta para um filme.[10]

Prêmio Saturno 1978 (Academy of Science Fiction, Fantasy & Horror Films, EUA)
- Venceu na categoria de melhor diretor, melhor música e melhor ator.
- Foi ainda indicado nas categorias de melhor ator - ficção científica (Richard Dreyfuss) e melhor atriz - ficção científica (Melinda Dillon), melhor filme de ficção científica e melhores efeitos especiais.

Prêmio Eddie (American Cinema Editors) 1978 (EUA)
- Indicado na categoria de melhor roteiro.

Academia Japonesa de Cinema 1979 (Japão)
- Indicado na categoria de melhor filme estrangeiro.

Prêmio David di Donatello 1978 (Itália)
- Venceu na categoria de melhor filme estrangeiro.